# Södra Bökaträsket
Södra Bökaträsket är en sjö i Sorsele kommun i Lappland och ingår i Umeälvens huvudavrinningsområde. Sjön har en area på 0,49 kvadratkilometer och ligger 299,3 meter över havet. Sjön avvattnas av vattendraget Krutbergsbäcken.

## Delavrinningsområde
Södra Bökaträsket ingår i det delavrinningsområde (724222-160793) som SMHI kallar för Utloppet av Södra Bökaträsket. Medelhöjden är 305 meter över havet och ytan är 2,28 kvadratkilometer. Räknas de 5 avrinningsområdena uppströms in blir den ackumulerade arean 50,84 kvadratkilometer. Krutbergsbäcken som avvattnar avrinningsområdet har biflödesordning 3, vilket innebär att vattnet flödar genom totalt 3 vattendrag innan det når havet efter 254 kilometer. Avrinningsområdet består mestadels av skog (73 procent). Avrinningsområdet har 0,49 kvadratkilometer vattenytor vilket ger det en sjöprocent på 21,3 procent.